# Ополонек
Ополо́нек (Ополо́ник) — гора в Восточных Карпатах, в массиве Бещады. Расположена на границе Польши и Украины (южные и юго-западные склоны лежат в пределах Ужгородского района Закарпатской области).
Высота 1028 м. Склоны крутые, сравнительно труднопроходимые, покрытые лесами; вершина свободна от леса. От вершины на восток тянется хребет, который ведет к Ужокскому перевалу, на северо-запад хребтом можно выйти к малоизвестному перевалу Еврейский Бескид (863 м) между Польшей и Украиной. Через вершину проходит Главный европейский водораздел. Вдоль южных и юго-западных склонов горы проходит железная дорога Львов — Ужгород с несколькими туннелями.
Ближайшие населенные пункты: Ужок, Волосянка.

## Интересные факты
- Гора расположенную в рамках международного биосферного резервата — «Восточные Карпаты».
- Гора Ополонек является крайней южной точкой Польши.